# فرانسيس بوك
فرانسيس بيول بول بوك (مواليد فبراير 1979)، من قبيلة الدينكا وموطنه الأصلي جنوب السودان، كان عبدًا لمدة عشر سنوات ولكنه أصبح مؤلفًا ومناهضاً للعقوبة يعيش في الولايات المتحدة. في 15 مايو 1986، تم أسره واستعباده في سن السابعة أثناء غارة مليشيات عربية على قرية نيامليل في جنوب السودان خلال الحرب الأهلية السودانية الثانية. عاش بوك في عبودية لمدة عشر سنوات قبل أن يهرب من السجن في كردفان بالسودان، تليها رحلة إلى الولايات المتحدة عن طريق القاهرة بمصر.
سُعد بوك من قبل أناس من ثقافات ومعتقدات متنوعة في رحلته إلى الحرية. كانت خطواته الأولى تجاه الولايات المتحدة< حيث ساعدته عائلة مسلمة من شمال السودان اعتقدت أن العبودية كانت خطأ وقدمت له تذكرة حافلة إلى الخرطوم. عند وصوله إلى الخرطوم، تلقى بوك المساعدة من أحد زملائه في قبيلة الدينكا وأفراد من قبيلة الفور، ودفع أعضاء الكنيسة اللوثرية تكاليف رحلته إلى الولايات المتحدة. كانت نقطة اتصاله الأولى في الولايات المتحدة هي لاجئ من الصومال ساعده على الاستقرار في فارجو، داكوتا الشمالية.
أدلى بوك بشهادته أمام مجلس الشيوخ الأمريكي والتقى بجورج دبليو بوش ومادلين أولبرايت وكوندوليزا رايس، وأخبرهم بقصته عن العبودية. تم تكريمه من قبل اللجنة الأولمبية الأمريكية وبوسطن سلتكس والكليات والجامعات في جميع أنحاء الولايات المتحدة وكندا. يعيش فرانسيس الآن في ولاية كانساس الأمريكية، حيث يعمل لصالح المجموعة الأمريكية لمكافحة الرق (AASG) ومنظمة سودان الشروق، وهي منظمة تعمل من أجل السلام في السودان. السيرة الذاتية لبوك، الهروب من العبودية: القصة الحقيقية لعشر سنوات في الأسر ورحلتي إلى الحرية في أمريكا، التي نشرتها مطبعة سانت مارتن، تؤرخ حياته، منذ شبابه المبكر، وسنواته في الأسر، إلى عمله في الولايات المتحدة كطالب بإلغاء عقوبة الإعدام.

## الطفولة والاختطاف
نشأ فرانسيس بوك في أسرة كاثوليكية من رعاة الماشية في قرية دينكاويه في غوريون في (جنوب) السودان. كان والده بول بوك دول يدير عدة قطعان من الماشية والأغنام والماعز. عندما تم القبض على بوك في سن السابعة في 15 مايو 1986، لم يكن يعرف سوى القليل جدًا عن العالم الخارجي.
تم القبض على بوك بعد أن أرسلته والدته إلى قرية نيامليل لبيع البيض والفول السوداني في سوق القرية مع بعض الأشقاء الأكبر سنا والجيران. كانت هذه أول رحلة يقوم بها بوك إلى القرية بدون والدته، وكانت هذه هي المرة الأولى التي يُسمح له فيها ببيع بعض سلع العائلة في السوق.

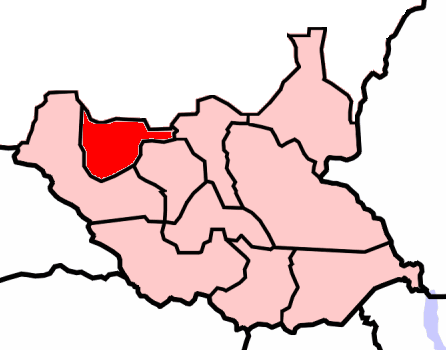
تقع نيامليل في شمال بحر الغزال

ذهب بوك إلى السوق، حيث سمع أشخاصًا بالغين يقولون إنهم شاهدوا الدخان يتصاعد من القرى المجاورة وسمعوا إطلاق نار من بعيد. بدأ الناس في الفرار من السوق عندما رأى فرسانًا ببنادق آلية. حاصر المسلحون السوق وأطلقوا النار على الرجال في نيامليل. كان المغيرون جزءًا من ميليشيات إسلامية من الجزء الشمالي من السودان, وطالما شنت غارات دورية على قرى جيرانهم من قبيلة الدينكا، الذين كانوا مسيحيين أو وثنيين من أصول أفريقية جنوب الصحراء.

## الحياة كعبد
تم القبض على بوك البالغ من العمر سبع سنوات من قبل جيما، وهو عضو في ميليشيا مطاردة العبيد، الذي أجبره على الانضمام إلى قافلة من العبيد, المنتجات المسروقة والماشية والأواني التي استولت عليها الميليشيا في غارة على مستوطنة الدينكا. عندما انقسم أعضاء الميليشيا للعودة إلى ديارهم، تم أخذ بوك من قبل جيما. عند وصوله إلى منزل جيما، تعرض فرانسيس للضرب على يد أطفال آسره بالعصي ودُعي عبيد. الكلمة تعني حرفيا "العبد", اينيجرويد. أُعطي فرانسيس مأوى في كوخ بالقرب من حظائر ماشية جيما.
بدأ بوك فترة عشر سنوات من العبودية على يد جيما وابنه حميد. أُجبر على رعاية قطعان ماشية العائلة. كان عليه أن يأخذهم إلى المراعي في المنطقة وإلى آبار الري المحلية، حيث رأى فتيانًا آخرين من قبيلة الدينكا أُجبروا أيضًا على رعاية قطعان الماشية. بدأ يشك في أن حياته ستتغير إلى الأبد وأن والده لن يكون قادرًا على إنقاذه. كانت محاولاته في التحدث إلى صبية الدينكا الآخرين عقيمة، لأنهم كانوا يتحدثون العربية، التي لم يستطع فهمها. كما بدوا خائفين من التحدث إليه.
وفقًا لبوك، مع تقدمه في السن، بدأ جيما وحميد في زيادة الثقة في قدراته كراعٍ. تم نقل رعاية الماشية والخيول والإبل إلى بوك وتمكن من قضاء المزيد من الوقت بمفرده مع الحيوانات. في السابق كان تحت إشراف دقيق من حامد وأحيانًا جيما. بالإضافة إلى جعله يخدم كعبد له، أجبر جيما فرنسيس على اعتناق الإسلام وأخذ الاسم العربي 'عبد الرحمن'، أي "خادم الله". يذكر فرانسيس في سيرته الذاتية أنه على الرغم من إجباره على اعتناق الإسلام، إلا أنه لم يتوقف عن الدعاء إلى الله للحصول على القوة خلال محنته.
حاول بوك مرتين الفرار من العبودية في سن الرابعة عشرة. حدثت الحالة الأولى في وقت مبكر من صباح أحد الأيام بعد أن تم إرساله مع الماشية. ركض بوك بشكل أعمى على الطريق لعدة أميال قبل أن يتم القبض عليه من قبل أحد أعضاء ميليشيا جيما, الذي اعاده، حيث تعرض للضرب بسوط. حاول بوك الهروب مرة أخرى بعد يومين فقط، عندما فر في الاتجاه المعاكس لهروبه السابق. هرب مرة أخرى لأميال عديدة، هذه المرة متوجهاً إلى الغابة. توقف بحثًا عن الماء عند معبر مجرى محلي، حيث رصده جيما الذي تصادف وجوده هناك أيضًا. أجبر جيما فرانسيس على العودة إلى منزله، ووعد بقتله هذه المرة. تعرض فرانسيس للضرب مرة أخرى، لكن جيما اختار عدم قتله، لأن فرانسيس أصبح ذا قيمة بالنسبة للعائلة كعبد.

## هرب
انتظر فرانسيس بوك ثلاث سنوات، حتى عام 1996، قبل أن يحاول الهرب مرة أخرى. خلال السنوات الثلاث التي تلت ذلك، اعتنى بالقطعان واستعاد ثقة جيما. أشاد جيما بانتظام بعمل بوك مع الحيوانات لكنه ما زال يجبره على أن يعيش حياة العبودية.
هرب بوك أخيرًا من جيما عندما بلغ من العمر 17 عامًا بالسير عبر الغابة إلى مدينة السوق القريبة موتاري. ذهب بوك إلى قسم الشرطة المحلية لطلب المساعدة، وطلب من الشرطة مساعدته في العثور على أفراده. وبدلاً من مساعدته، جعلته الشرطة عبداً لهم لمدة شهرين. هرب بوك من الشرطة بمجرد اصطحاب حميرهم إلى البئر وربطها وتركها وراءه وهو يسير في السوق المزدحمة.
طلب بوك من رجل يحمل شاحنة نقله من مطاري. وافق الرجل المسلم ويدعى عبدة على مساعدته. اعتقد عبده أن العبودية كانت خاطئة ووافق على نقل بوك إلى بلدة الضعين في مؤخرة شاحنته بين حمولته من الحبوب والبصل. مكث بوك مع عبدة, وزوجته وولديه لمدة شهرين بينما حاول عبده إيجاد طريقة لنقل بوك إلى الخرطوم، عاصمة السودان. عندما لم يتمكن من العثور على صديق لتوفير ممر إلى الخرطوم، اشترى عبدة تذكرة حافلة إلى الخرطوم لبوك. وصل فرانسيس بوك إلى الخرطوم بلا نقود ولا مكان يذهبون إليه ولا يعرف إلى أين يتجه. لحسن حظ فرانسيس، ساعده شخص غريب آخر في إيجاد طريقه إلى زملائه من قبائل الدينكا في الخرطوم في مستوطنة جبرونا.

## رحلة إلى الولايات المتحدة
كانت مستوطنة جبارونا مليئه باللاجئين من الدينكا الذين فروا من القتال في (جنوب) السودان وأجبروا على العيش معًا في ظروف دون المستوى. استقر بوك بين الناس الذين كانوا من منطقة أويل بشمال بحر الغزال وبدأ في استخدام اسمه المسيحي فرانسيس مرة أخرى. تم القبض على بوك بسرعة من قبل الشرطة السودانية لإخبار أصدقاءه وجيرانه بأنه عبد. العبودية في السودان موضوع أنكرته الحكومة في الخرطوم إلى حد كبير وأي شخص يتحدث عنها يمكن أن يتم القبض عليه أو حتى قتله. تم استجواب فرانسيس عدة مرات أثناء سجنه وفي كل مرة أنكر أنه كان عبداً. تم إطلاق سراحه أخيرًا من السجن بعد سبعة أشهر. بمجرد إطلاق سراحه، قرر بوك أنه يجب أن يغادر السودان. بمساعدة بعض رجال قبيلة الدينكا، تمكن من الحصول على جواز سفر سوداني من السوق السوداء والحصول على تذكرة مرور إلى القاهرة.
عند وصوله إلى القاهرة في أبريل 1999، تم توجيه بوك إلى كنيسة قلب يسوع الأقدس الكاثوليكية. اشتهرت هذه الكنيسة بين الدينكا بالخرطوم بأنها ملجأ في القاهرة. أثناء إقامته في الكنيسه، بدأ بوك في تعلم بعض اللغة الإنجليزية وأجرى اتصالات مهمة بين سكان الدينكا في القاهرة. كما بدأ بممارسة عقيدته المسيحية دون خوف. انتقل في النهاية من مجمع الكنيسة إلى شقة مع دينكا آخرين كانوا يسعون أيضًا للحصول على وضع لاجئ من الأمم المتحدة من أجل مغادرة إفريقيا إلى الولايات المتحدة, أو بريطانيا أو أستراليا.
تقدم بوك بطلب للحصول على صفة لاجئ من الأمم المتحدة وحصل عليها في 15 سبتمبر 1999، وبعد عدة أشهر من الانتظار، وافقت دائرة الهجرة والتجنيس الأمريكية على السماح لفرانسيس بالانتقال إلى الولايات المتحدة.طار بوك من القاهرة إلى مدينة نيويورك في 13 أغسطس 1999 ومن هناك طار إلى فارجو، داكوتا الشمالية. تمت رحلته برعاية الخدمات الاجتماعية اللوثرية والكنيسة الميثودية المتحدة، وعمل كلاهما معًا لتوفير شقة لفرانسيس في فارجو وساعدته في العثور على وظيفة. عمل بوك في العديد من الوظائف، حيث صنع منصات نقالة ومقابض بلاستيكية لنقل تروس السيارات. سمع عن عدد كبير من قبيلة الدينكا في أميس، أيوا، وانتقل إلى أميس بعد عدة أشهر في فارجو. أثناء إقامته في أميس، اتصل به تشارلز جاكوبس، مؤسس المجموعة الأمريكية لمكافحة العبودية ومقرها بوسطن، ماساتشوستس.

## العمل كداعية لإلغاء الرق
أقنع جيسي سيج، المدير المساعد للمجموعة الأمريكية لمكافحة الرق، وجاكوبس بوك بالانتقال إلى بوسطن للعمل مع AASG. كان مترددًا في البداية في ترك أصدقائه الجدد في أميس، ولكن وفقًا لبوك، كان الأشخاص في AASG مثابرين. وصل إلى بوسطن في 14 مايو 2000، وساعدته AASG في العثور على شقة. بعد أسبوع من انتقاله إلى بوسطن، تمت دعوته للتحدث في الكنيسة المعمدانية في روكسبري وأجرى مقابلة مع تشارلز أ. رادين من صحيفة بوسطن غلوب. بعد يومين من خطابه في روكسبري، طُلب من بوك مقابلة أنصار AASG على درجات مبنى الكابيتول في واشنطن العاصمة، وعاد إلى واشنطن في 28 سبتمبر 2000، وأصبح أول عبد هارب يتحدث أمام الولايات المتحدة. لجنة مجلس الشيوخ للعلاقات الخارجية. تمت دعوة فرانسيس إلى واشنطن مرة أخرى في عام 2002 للتوقيع على قانون السلام في السودان والتقى بالرئيس جورج دبليو بوش. خلال هذه الرحلة إلى البيت الأبيض، أصبح بوك أول عبد سابق يلتقي برئيس أمريكي منذ القرن التاسع عشر.
تحدث فرانسيس بوك في الكنائس والجامعات في جميع أنحاء الولايات المتحدة وكندا وساعد في إطلاق موقع iAbolish.org التابع لمجموعة مكافحة العبودية الأمريكية في حفل "جين إدمان" أمام جمهور من 40.000 شخص في 28 أبريل 2001. كان بيري فاريل مؤيدًا رئيسيًا مبكرًا لحركة iAbolish. تم تكريم بوك أيضًا من قبل فريق بوسطن سيلتيكس وتم اختياره لحمل الشعلة الأولمبية بعد بليموث روك قبل دورة الألعاب الأولمبية الشتوية لعام 2002. نُشرت سيرته الذاتية، الهروب من العبودية: القصة الحقيقية لعشر سنوات في الأسر ورحلتي إلى الحرية في أمريكا، في عام 2003 من قبل مطبعة سانت مارتن.
يعيش بوك حاليًا مع زوجته أتاك وطفليهما بوك ودهاي في كانساس. يعمل الآن في مكتب الإرشاد الأول لـ AASG في كانساس. كما أنه يعمل مع سودان صنرايز، وهي منظمة مقرها في لينكسا بولاية كنساس تسعى للعمل من أجل السلام والوحدة في السودان.

## أنظر أيضا
- مندي ناظر
- العبودية في السودان
- شروق السودان